# Лутценберг
Лутценберг (нем. Lutzenberg AR) — коммуна в Швейцарии, в кантоне Аппенцелль-Аусерроден.
Население составляет 1229 человек (по состоянию на 31 декабря 2008 года). Официальный код — 3033.

## История
Лутценберг впервые упоминается в 1634 году. Лутценберг, Хайден и Вольфхальден первоначально входили в состав одного муниципалитета под названием Курценберг. В 1658 году Курценберг был разделен на три отдельных муниципалитета вопреки правительству кантона; их границы были официально установлены в 1666—1667 годах.

## География
Площадь Лутценберга по состоянию на 2006 год составляла 2,3 км². Из этой площади 55,5 % используется в сельскохозяйственных целях, в то время как 25,1 % покрыто лесами. Остальная часть земли (19,4 %) заселена. Муниципалитет расположен в бывшем районе Вордерланд. Это самый маленький муниципалитет в кантоне, единственный муниципалитет без церкви, и он состоит из двух физически разделенных секций. Он состоит из двух отдельных деревень Хауфен-Бренден и Винахт-Тобель, а также разбросанных фермерских домов.

## Демография
Население Лутценберга (по состоянию на 2008 год) составляет 1229 человек, из которых около 13,2 % составляют иностранные граждане. За последние 10 лет численность населения выросла на 1,3 %. Большая часть населения (по состоянию на 2000 год) говорит на немецком языке (91,7 %), при этом английский язык является вторым по распространенности (1,9 %), а албанский — третьим (1,4 %).
По состоянию на 2000 год гендерное распределение населения составляло 52,7 % мужчин и 47,3 % женщин. Распределение по возрасту в Лутценберге составляет: 97 человек или 7,3 % населения в возрасте от 0 до 6 лет, 178 человек или 13,5 % — 6-15 лет, а 78 человек или 5,9 % — 16-19 лет. Из взрослого населения 87 человек или 6,6 % населения в возрасте от 20 до 24 лет. 433 человека или 32,7 % составляют 25-44 года, а 272 человека или 20,6 % — 45-64 года, 128 человек, или 9,7 % населения в возрасте от 65 до 79 лет, и 50 человек, или 3,8 %, старше 80 лет.
На федеральных выборах 2007 года СДПШ получила 77,8 % голосов.
Уровень безработицы в Лутценберге составляет 1,82 %.